# Greatest Hits: My Prerogative (videoalbum)
Greatest Hits: My Prerogative är Britney Spears stjätte DVD som släpptes den 9 november 2004. Den innehåller alla hennes musikvideor från "...Baby One More Time" till "My Prerogative".

## Låtlista
| Nr  | Titel                                                | Kompositör                                                                                                  | regissör(er)     | Längd |
| --- | ---------------------------------------------------- | --- | ---------------- | ----- |
| 1.  | My Prerogative                                       | Bobby Brown, Gene Griffin, Edward Teddy Riley                                                               | Jake Nava        | 3:49  |
| 2.  | Outrageous                                           | R. Kelly | Dave Meyers      | 0:43  |
| 3.  | Everytime                                            | Britney Spears, Annette Stamatelatos                                                                        | David LaChapelle | 4:03  |
| 4.  | Toxic                                                | Cathy Dennis, Christian Karlsson, Pontus Winnberg, Henrik Jonback                                           | Joseph Kahn      | 3:34  |
| 5.  | Me Against the Music (med Madonna)                   | Spears, Madonna, C. "Tricky" Stewart, Thabiso "Tab" Nikhereanye, Penelope Magnet, Terius Nash, Gary O'Brien | Paul Hunter      | 4:01  |
| 6.  | Boys (The Co-Ed Remix) (featuring Pharrell Williams) | Chad Hugo, Williams                                                                                         | Meyers           | 3:35  |
| 7.  | I Love Rock 'n' Roll                                 | Jake Hooker, Alan Merrill                                                                                   | Chris Applebaum  | 3:10  |
| 8.  | I'm Not a Girl, Not Yet a Woman                      | Max Martin, Rami, Dido                                                                                      | Wayne Isham      | 3:49  |
| 9.  | Overprotected – The Darkchild Remix                  | Max Martin, Rami                                                                                            | Applebaum        | 3:36  |
| 10. | Overprotected (International Video)                  | Max Martin, Rami                                                                                            | Bille Woodruff   | 3:53  |
| 11. | I'm a Slave 4 U                                      | Hugo, Williams                                                                                              | Francis Lawrence | 3:22  |
| 12. | Don't Let Me Be the Last to Know                     | Robert John "Mutt" Lange, Shania Twain, Keith Scott                                                         | Herb Ritts       | 3:56  |
| 13. | Stronger                                             | Max Martin, Rami                                                                                            | Kahn             | 3:40  |
| 14. | Lucky                                                | Max Martin, Rami, Alexander Kronlund                                                                        | Meyers           | 4:07  |
| 15. | Oops!... I Did It Again                              | Max Martin, Rami                                                                                            | Nigel Dick       | 4:11  |
| 16. | From the Bottom of My Broken Heart                   | Eric Foster White                                                                                           | Gregory Dark     | 4:34  |
| 17. | Born to Make You Happy                               | Kristian Lundin, Andreas Carlsson                                                                           | Woodruff         | 3:34  |
| 18. | (You Drive Me) Crazy (The Stop Remix!)               | - Jörgen Elofsson, Per Magnusson, David Kreuger, Max Martin                                                 | Dick             | 3:17  |
| 19. | Sometimes                                            | Elofson | Dick             | 3:51  |
| 20. | ...Baby One More Time                                | Max Martin                                                                                                  | Dick             | 3:56  |